# Puccinia helianthi
Puccinia helianthi Schwein. – gatunek grzybów z rodziny rdzowatych (Pucciniaceae). Grzyb mikroskopijny, pasożytujący na kilku rodzajach roślin z rodziny astrowatych: słoneczniku (Helianthum), rzepieniu (Xanthium) i Iva. Wywołuje u nich chorobę zwaną rdzą (u słonecznika jest to rdza słonecznika).

## Systematyka i nazewnictwo
Pozycja w klasyfikacji według Index Fungorum: Puccinia, Pucciniaceae, Pucciniales, Incertae sedis, Pucciniomycetes, Pucciniomycotina, Basidiomycota, Fungi.
Synonim: Dicaeoma helianthii (Schwein.) Kuntze.

## Morfologia i rozwój
Jest pasożytem jednodomowym, tzn. cały jego cykl rozwojowy odbywa się na jednym żywicielu. Jest wąskim oligofagiem, występującym na zaliczanych do kilku rodzajów gatunkach roślin z rodziny astrowatych (Asteraceae). Jest rdzą pełnocyklową, wytwarzającą wszystkie 5 typowych dla rdzowców rodzajów zarodników. W okresie wegetacyjnym na porażonych roślinach wytwarzane są spermacja, ecjospory, urediniospory i teliospory,  od jesieni do wiosny na obumarłych resztkach porażonych roślin wytwarzane są bazydiospory, które wiosną dokonują infekcji pierwotnej porażając młode rośliny. Latem urediniospory dokonują infekcji wtórnych rozprzestrzeniając chorobę.
Ecja, uredinia i telia występują przeważnie na dolnej stronie liści porażonych roślin. Ecja kubkowate, uredinia jasnobrązowe, telia ciemnobrązowe. Urediniospory o 2 porach rostkowych. Teliospory dwukomórkowe o trwałej szypułce długości do 120 μm.

## Występowanie
Gatunek rozprzestrzeniony na całym świecie. Jego żywicielami są: słonecznik zwyczajny (Helianthus annuus), słonecznik ogórkolistny (Helianthus cucumerifolius), Helianthus atrorubens, Helianthus giganteus, Helianthus debilis, słonecznik bulwiasty (Helianthus tuberosus), Iva xanthifolia, rzepień pospolity (Xanthium strumarium).